# 米原正博
米原 正博（よねはら まさひろ、1932年（昭和7年）7月30日 - 2009年（平成21年）10月19日）は、日本の実業家。日ノ丸総本社会長、鳥取商工会議所会頭などを務めた。

## 来歴・人物
鳥取県八頭郡智頭町出身。
1955年、成城大学経済学部卒業後、日本生産性本部に勤務。1961年日本青年会議所専務理事。1969年日本オリンピック委員会副会頭、のち会頭。
1976年、日ノ丸総本社の社長に就任し、日ノ丸自動車、鳥取大丸などグループ各社の経営にあたった。1990年から13年間にわたって鳥取商工会議所会頭を務め、JR山陰本線の高速化や鳥取環境大学の開学に尽力した。
2009年10月19日死去。死因は非公表。翌20日に、近親者による密葬を経て、11月25日、社長でもあったホテルニューオータニ鳥取で「お別れの会」が行われた。

## 家族・親族
- 祖父 米原章三（鳥取県会議長･貴族院議員･鳥取商工会議所会頭）
- 父 米原穣（日本海テレビジョン放送社長･鳥取商工会議所会頭）
- 叔父・米原昶、その娘に米原万里

自家
- 妻 （島根県知事23代田部長右衛門の長女、山陰中央テレビジョン放送会長24代田部長右衛門の姉）
- 長女、二女